# Villotte-devant-Louppy
Villotte-devant-Louppy är en kommun i departementet Meuse i regionen Grand Est (tidigare regionen Lorraine) i nordöstra Frankrike. Kommunen ligger i kantonen Vaubecourt som tillhör arrondissementet Bar-le-Duc. År 2022 hade Villotte-devant-Louppy 163 invånare.

## Befolkningsutveckling
Antalet invånare i kommunen Villotte-devant-Louppy
| Referens: INSEE |